# Cay-Hugo von Brockdorff
Cay-Hugo Graf von Brockdorff (* 9. Februar 1915 in Schmargendorf; † 17. Januar 1999; meist genannt Cay von Brockdorff oder Cay Brockdorff) war ein deutscher Bildhauer, Kunstwissenschaftler und Widerstandskämpfer gegen den Nationalsozialismus.

## Leben
Cay-Hugo Graf von Brockdorff war der Sohn des Berliner Landgerichtsrats Ludwig Graf von Brockdorff (1881–1938) und dessen zweiter Ehefrau Erika, geb. von Spalding (1892–1940). Sein Großvater war der Rittmeister Cay Lorenz Graf von Brockdorff.
Cay-Hugo Graf von Brockdorff studierte an den Vereinigten Staatsschulen für Freie und Angewandte Kunst in Berlin-Charlottenburg beim Bildhauer Wilhelm Gerstel und war danach als bildender Künstler freischaffend tätig. Durch sein Studium hatte er Kontakt zum Widerstandskreis an der Kunsthochschule in Berlin-Charlottenburg, die 1942 als Mitkämpfer der Gruppe um Kurt Schumacher von der Gestapo verhaftet wurden.
1937 heiratete er Erika Schönfeldt, die 1943 als Widerstandskämpferin hingerichtet wurde. Ihre gemeinsame Tochter wurde Saskia genannt. Wegen Verwicklung in die Aktivitäten der Roten Kapelle wurde auch er 1942 an der Ostfront verhaftet, zu vier Jahren Zuchthaus verurteilt und dann in ein Strafbataillon gesteckt. Bis zum November 1946 befand er sich in Italien in englischer Kriegsgefangenschaft.
Nach dem Ende des Zweiten Weltkrieges war er von 1947 bis 1949 Referent für Bildende Kunst und Museen in der Deutschen Verwaltung für Volksbildung. 1948 heiratete er die Widerstandskämpferin und Schriftstellerin Eva Lippold, geb. Rutkowski (1909–1994), mit der er gemeinsam bei Zossen lebte. 1950 promovierte er zum Dr. phil.
1953 wurde er der erste Chefredakteur der DDR-Zeitschrift Bildende Kunst, die von der Staatlichen Kommission für Kunstangelegenheiten und dem Verband bildender Künstler Deutschlands herausgegeben wurde. Dieses Amt legte er jedoch bereits 1954 nieder. Ihm folgte ab Heft 3,1954 Herbert Sandberg. Von 1955 bis 1956 war Brockdorff als stellvertretender Generaldirektor der Staatlichen Kunstsammlungen in Dresden und danach bis zu seiner Pensionierung Direktor des Märkischen Museums in Berlin. Ende der 1950er Jahre wurde er aus der SED ausgeschlossen.

## Schriften
- 1952: Sowjetische Künstler, Schöpfer für den Frieden
- 1953: Sowjetische und vorrevolutionäre russische Kunst
- 1954: Deutsche Malerei
- 1954: Finnische Grafik